# Drepanogynis sandrangatensis
Drepanogynis sandrangatensis là một loài bướm đêm trong họ Geometridae.